# ヒープ領域
ヒープ領域（英: heap area, heap memory）はコンピュータープログラミングにおいて、動的に確保可能なメモリの領域。ヒープ (heap) とは、『山積み』という言葉の中の『山』をさす英単語である。
データ構造のヒープとは直接的な関係は無い。

## 概要
ヒープ領域は、2種類のラベルを持つ双方向リストによって構成されている。初期状態では、リストはひとつの「未使用」ノードが全体を占めていて、メモリ確保ルーチン（C言語のmalloc関数、C++のnew演算子等）によって、「未使用」ノードから必要な分を切り取って「使用中」ノードと「未使用」ノードに分ける。確保したメモリが不要になった場合には、メモリ解放ルーチン（C言語のfree関数、C++のdelete演算子等）によってノードのラベルを「未使用」に書き換える。
動的に確保したヒープメモリ領域は、メモリ確保ルーチンから返却されるポインタや参照によって間接的に管理するが、動的に確保したメモリが不要になった場合、解放し忘れるとメモリリークにつながる。プロセスが動的確保したヒープメモリは、プロセス終了時にオペレーティングシステム (OS) によって自動的に解放されるが、長時間動作をし続けるソフトウェアでは、メモリリークは大きな問題になる。C++ではデストラクタを利用して解放を自動化することが多い（RAII）。ヒープメモリの明示的な解放を必要とせず、どこからも参照されなくなったメモリ領域を自動的に解放する「ガベージコレクタ」を組み込み機能として備えているプログラミング言語もある。
ヒープ領域により、変数を動的に確保できる利点がある。ユーザーによって入力される可変サイズのデータを処理するときなど、必要なメモリの大きさが静的に決まらない場合に有用である。欠点としては領域の確認・確保の時間にばらつきがあり、処理時間の見積もりが困難になることと、領域の確保と解放の繰り返しによりメモリの断片化（後述）が発生することが挙げられる。
「未使用ノード」と「使用中」ノードが混在し、ヒープの未使用領域がバラバラに分断された状態を断片化（フラグメンテーション）状態と呼ぶ。断片化した領域が増えていくと、（空きメモリの合計値は十分であっても）連続した大きなメモリ確保ができなくなってしまう。そのため、解放のつど、あるいはカウンタによって一定水準に達したとき、連続した個々の「未使用」ノードを結合し、大きな「未使用」ノードに還元する。「未使用」ノードが不足した場合には、オペレーティングシステムに領域拡大を要求しヒープ領域を拡大するか、飛び飛びの未使用領域を連続した未使用領域に統合する。これをメモリコンパクション (memory compaction) という。
断片化を起こしにくいヒープ (low-fragmentation heap; LFH) を使用するように、アプリケーションからメモリ確保ポリシーを指定できるOSもある。